# Lola Álvarez Bravo
Lola Álvarez Bravo, geboren Dolores Martinez de Anda (Lagos de Moreno, 1907 – Mexico-Stad, 1993), was een van de eerste professionele Mexicaanse fotografen en - net zoals Tina Modotti, Frida Kahlo, Diego Rivera en haar echtgenoot Manuel Álvarez Bravo - een sleutelfiguur in de Mexicaanse postrevolutionaire renaissance.

## Biografie
Lola Álvarez Bravo werd in 1907 als Dolores Martinez de Anda geboren in een welgesteld gezin in Lagos de Moreno, Jalisco, Mexico. Nadat ze op jonge leeftijd wees was geworden, werd ze opgevoed door familieleden in Mexico-Stad. Daar leerde ze de jonge Manuel Álvarez Bravo kennen, een buurjongen. Tijdens zijn adolescentie begon Manuel te fotograferen. In 1925 trouwden ze en ze vertrokken naar Oaxaca in Zuid-Mexico. De schat aan tradities en kunst die Lola daar zag, had een grote impact op haar. Ze hielp haar echtgenoot in de donkere kamer en begon zelf ook te fotograferen met de enige camera die ze bezaten. Lola werd zwanger, maar nog voordat ze beviel keerden ze terug naar Mexico-Stad. In 1927 werd hun zoon Manuelito geboren en ook hij zou later beroepsfotograaf worden.
Toen Manuel een carrière in de fotografie ernstig begon te nemen, assisteerde Lola hem, hoewel ook zij het verlangen koesterde om fotograaf te worden. Ze leerde een brede waaier aan fotografische technieken. De Álvarez Bravo's maakten kennis met veel van de belangrijkste Mexicaanse kunstenaars uit die tijd, waaronder de schilders José Clemente Orozco, Rufino Tamayo, Diego Rivera, Frida Kahlo en de dichters die bekendstaan als de Contemporaneos.
Manuel en Lola Álvarez Bravo gingen in 1935 uit elkaar, maar Lola besloot de naam Álvarez Bravo te behouden. Ze ging bij haar vriendin, de kunstschilder Maria Izquierdo wonen. In datzelfde jaar begon ze te fotograferen voor het magazine El Maestro Rural, dat werd gepubliceerd door het Mexicaanse Secretariaat van Onderwijs. Ze werkte in het Instituto de Investigaciones Estéticas van de Universiteit van Mexico.
Haar solotentoonstelling in 1944 in het Palace of Fine Arts in Mexico-Stad was de eerste van vele solo- en groepstentoonstellingen in binnen- en buitenland.
Van 1951 tot 1953 leidde ze haar eigen kunstgalerij in Mexico-Stad, de Galleria de Arte Contemporáneo, waar Frida Kahlo in 1953 een solotentoonstelling hield, de enige in haar eigen land tijdens haar leven.
Tegelijkertijd gaf Álvarez Bravo les in fotografie aan de prestigieuze Academia de San Carlos in de Mexicaanse hoofdstad.
Het werk van Álvarez Bravo maakte in 1955 deel uit van de tentoonstelling The Family of Man, georganiseerd door Edward Steichen voor het Museum of Modern Art in New York.
In 1982 werd haar boek Escritores y Artistas gepubliceerd, evenals Recuento fotografico.
Doordat haar gezichtsvermogen sterk achteruitgegaan was, moest ze in 1989 de fotografie opgeven. In mei 1991 werd haar werk tentoongesteld in de Carla Stellweg Gallery in New York.
Een grote retrospectieve tentoonstelling van haar werk werd in 1992 in Mexico-Stad gehouden, waar ze in 1993 overleed.

## Oeuvre
Hoewel sommige van haar vroegste foto's de invloed van haar toenmalige echtgenoot weerspiegelden, ontwikkelde Lola Álvarez Bravo haar eigen stijl. Haar gevarieerd oeuvre omvat een uitgebreid documentair verslag van het alledaagse Mexicaanse leven, beelden van historische sites en portretten van nationale en internationale figuren uit kunst en politiek. Ook experimenteerde ze met fotomontages. Zowel sterke lijnen als dramatische contrasten van licht en donker zijn karakteristiek voor haar werk.
Lola Álvarez Bravo aanvaardde de realiteit die zich voor haar lens afspeelde. Van haar eigen aanwezigheid wordt zelden iets gemerkt in haar beelden. Ze vangt haar onderwerpen zonder dat ze zich ervan bewust zijn, van achter of zijwaarts bekeken. Ze verrast hen tijdens het alledaagse werk en tijdens het dagdromen. Dit vrijwillig afstand nemen vertaalt zich niet in koude of onpersoonlijke foto’s, maar in beelden van een overweldigende intimiteit. Haar visie getuigt steeds van respect en diepe menselijkheid. Ze heeft de blik van een eerlijke getuige die probeert vast te leggen wat ze ziet en voelt. Net zoals de schilders, musici en dichters van haar generatie, zag ze esthetische onderwerpen, waar anderen slechts vuil en armoede zagen.
Lola Álvarez Bravo was een intieme vriendin van Frida Kahlo en de reeks foto’s die ze van Kahlo maakte is beroemd. Het was Kahlo’s wens dat Álvarez Bravo haar na haar dood zou fotograferen. Álvarez Bravo kleedde het dode lichaam volgens de onderrichtingen die Kahlo gegeven had en maakte de foto’s.
Keer op keer herhaalde ze tegen iedereen die haar interviewde hetzelfde: “Als mijn foto’s dan al enige waarde hebben, dan is dat omdat ze een Mexico tonen dat niet langer bestaat.”
- De droom van de armen, 1935, fotomontage (El sueño de los pobres
- Onverschilligheid, ca. 1940 (Indiferentia)
- Van generatie op generatie, ca. 1950 (De Generación en Generación)
- Geselecteerde werken
- Portretten

## Tijdsbeeld
Lola Álvarez Bravo behoort tot de generatie vrouwen die opgroeiden in de jaren die volgden op de Porfiriato, gedurende de Mexicaanse Revolutie, een tijd die nog steeds de stempel van de 19e-eeuwse moraliteit droeg. In de burgerij kregen de meisjes, buiten 'taken die gepast waren voor hun geslacht', geen enkele vorming. De enig mogelijke weg voor jonge vrouwen was het huwelijk. Tegen de jaren twintig en dertig van de 20e eeuw vonden meerdere vrouwen een alternatief in de rol van artistieke muze: Mari Asunsolo, Lupe Marin en Nahui Olin, die ieder op hun manier mogelijkheden openden voor de volgende generaties Mexicaanse vrouwen.
Toch kwamen slechts Frida Kahlo, María Izquierdo en Lola Álvarez Bravo tevoorschijn als scheppers van hun eigen rechten, als vrouwen die op eigen benen stonden. Frida en Maria werkten in hun studio’s, Lola trok op haar eentje door de straten.
“Ik was de enige vrouw die met een camera rondliep in de straten en alle reporters lachten me uit. Zo werd ik een vechter.”